# سبع أبكار
سبع أبكار هي مقاطعة وحي سكني قديم من أحياء شمال بغداد في صَوْب الرصافة، تُسمّى المنطقة سبع أبكار وفقاً للبلدية وللتسجيل العقاري، ولها اسم آخر وفقاً للبلدية وهو حي الربيع( ناحية الربيع المستحدثة )  الذي تبلغ مساحتها 282.2 هكتار،  ويشمل كل من منطقة السبع أبكار بجميع محلاتها ( 332 و 338 و 340 و 342 ) والدهاليك والكريعات والذين يتكونان من محلتين (334 و 336 ) .
وتقع سبع أبكار في مقاطعتين، مقاطعة رقم 16 التي هي أكبر المقاطعات التي بجانب ناحية الفحامة،  ومقاطعة رقم 23 التابعة لقضاء الأعظمية،  وفي هذه المنطقة مساحات واسعة مصنفة زراعية لا يجوز السكن فيها، وهي أرض خصبة، كانت وفيرة المحاصيل ثم تناقصت وأصبحت سكنية، وكانت تُسمى أرضها رقة الشماسية في العصر العباسي ، والرَّقَّة في اللغة تعني الأرض السهلة الخصبة المجاورة للنهر، والتي تصلح للزراعة وتُسقى بسهولة. وقد أُطلقت التسمية على مناطق تقع بمحاذاة نهر دجلة حيث تجتمع الخصوبة وسلاسة التضاريس، لذا أُطلق على المنطقة اسم “رقة الشماسية”، وهو مصطلح يعود إلى العصر العباسي
تطلّ المنطقة على نهر دجلة من جهة الجنوب والغرب، وأبرز معالمها دائرة الوقف السني وساحة الطبقجلي، والجامعة العراقية، والمطاعم والمقاهي المطلة على النهر التي تُعدّ مكاناً ترفيهياً يزوره كثير من أهل بغداد.

## تاريخ المنطقة

مجرى نهر الفضل في رقة الشماسية في غرب 332 حيث ينصب في نهر دجلة قرب ساحة الطبقجلي

في العصر العباسي كانت هذه الأرض هي الجانب الأعلى من منطقة الشمّاسية، عند ساحة الطبقجلي،  وتُسمى سهل الشماسية، ورقة الشماسية (1) عند مصب نهر الفضل الذي كان يمر بشرق سبع أبكار وينصب عند جنوبها في نهر دجلة، وكان هناك دير درمالس،  من أقدم الأديرة في تلك المنطقة، قد أُنشئ في القرن الثالث أو الرابع الميلادي جنوب غرب محلة 332، وكان فيه يعاقبة ونساطرة، ثم استوطن هناك في العصر العباسي مسيحيون من أسرى الروم عند دَيْر درمالس،  وكانت الديّارات النصرانية تُبنى غالباً في الأراضي الخصبة القريبة من المياه لذلك كانت هذه المنطقة متنزهاً ومكاناً يعجب الناظرين،
وكان يقام في دير درمالس عيد للصوم يُسمّى الأحد الرابع، قال أبو عبد الله بن حمدون في مدح درمالس:

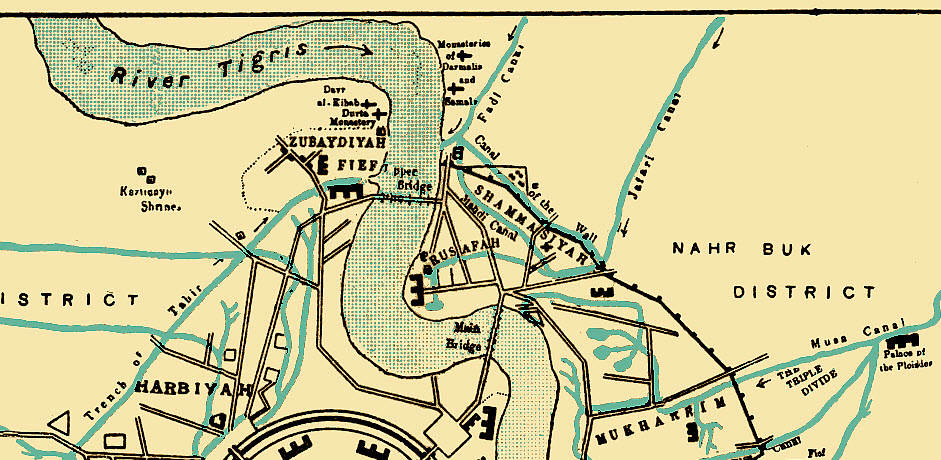
دير درمالس في العصر العباسي في منطقة كرود خليل باشا

وكان شمال ذلك الدير منطقةٌ فيها قصب وبردي وكانت موضع صيد وفير، وبعد إنشاء بغداد سُمّيتْ هذه المنطقة الصحراء، وسهل الشماسية ظلّت هذه المعالم في تلك المنطقة إلى عصر ياقوت الحموي عام 626هـ، الذي ذكر أن دير درمالس كان عامراً في زمانه، ثم ذهبت آثاره، ،  في زمن ابن عبد الحق المتوفى عام 739هـ، فيكون وقت الخراب بين هذين التاريخين،  وحين سيطرت الدولة الصفوية على بغداد، سار السلطان العثماني مراد الرابع بجيشه إلى بغداد، فنزل يوم 15 تشرين الثاني عام 1638م في منطقة باش دولاب ومعناها «رأس الكرود» التي تُسمى اليوم سبع أبكار، واتخذها معسكرا لجنده وأعاد بغداد إلى حكم العثمانيين، 

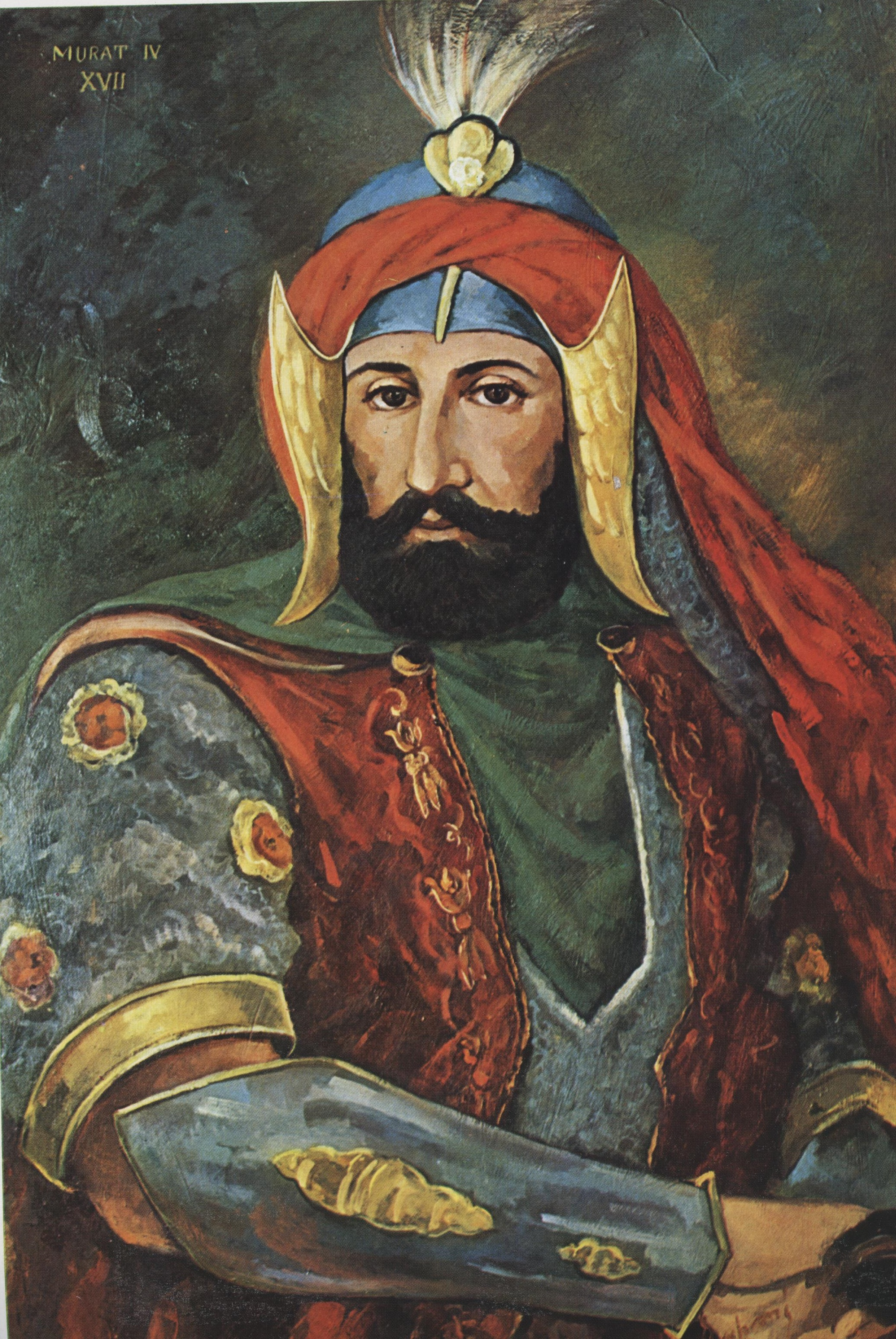
أقام مراد الرابع معسكره في سبع أبكار

وفي حكم المماليك كان قصر داود باشا وبُسْتانُهُ أحد معالم بغداد ومتنزهاتها في طرف مقاطعة سبع أبكار الشمالي في كسرة الفريجات التي مكانها اليوم عند جنوب بحيرة جزيرة بغداد السياحية.،  وفي الحكم العثماني كان الجزء الجنوبي الغربي منها يسمى كرادة الصليخ، ، وقد سُمّيت المنطقة بعدة أسماء أخرى، منها كرادة سبع أبكار، التي ذُكرت في وثيقة وقف بتاريخ 24 رجب عام 1286هـ، وفي وثيقة أخرى بتاريخ 22 تشرين الأول عام 1930، كما سُمّيت المنطقة «دولاب خليل باشا» التي تصل حدودها الشمالية إلى دولاب قميرة في الفحامة،  وذُكرت المنطقة في وثيقة وقفية تتضمن أرض وقف خليل باشا وكرود خليل باشا في منطقة سبع أبكار، بتاريخ 20 جمادى الآخرة عام 1229هـ،  وكانت مكاسب وقف خليل باشا مخصصة للنفقة على إطعام المحتفلين المولد النبوي في جامع أبي حنيفة ثم ألغيت النفقة في العهد الملكي،  وفي عام 1921، ذُكِرت المنطقة باسم «كرود خليل باشا» بين ساحة الطبقجلي غربًا وبدالة سبع أبكار شرقًا،  واشترى السيد محمود الشالجي بساتين في محلة 332 بسبع أبكار القديمة القريبة من صَعدة نهر دجلة، وسُميّت أراضيهم «بيت الشالجي»، ومعنى الشالجي هو تاجر الشال. ثم في عهد الاحتلال البريطاني، شرعت الحكومة العراقية بالتنمية الزراعية عام 1921م، وبدأت بتأسيس مضخات ماء في محلة وقف أبي حنيفة، وتصدّى لهذه التنمية وزارة الأوقاف مع المزارعين. ويُسمّى جزء من الجانب الجنوبي في محلة 332 محلة الحجاج، وذُكِرَ هذا الاسم في وقفية مؤرخة في 28 شعبان عام 1306. وكانت محلة 342 اسمها محلة وقف أبي حنيفة النعمان، وكان لها اسم آخر هو محلة الفريجات،  وفي أربعينات القرن العشرين، أصدرت الحكومة قراراً يقضي بإعادة تسجيل الأملاك مجدداً،  وفي سبعينات القرن العشرين كانت الأرض الزراعية المحصورة بين شارع عثمان بن عفان وطريق القناة في سبع أبكار، تُسمّى محلة بيت السعَيّد،  في محلة 340 و330 و328، واقتطع جزء من محلة بيت سعيّد هذه، لينشأ فيه حي تونس.

## الجغرافية

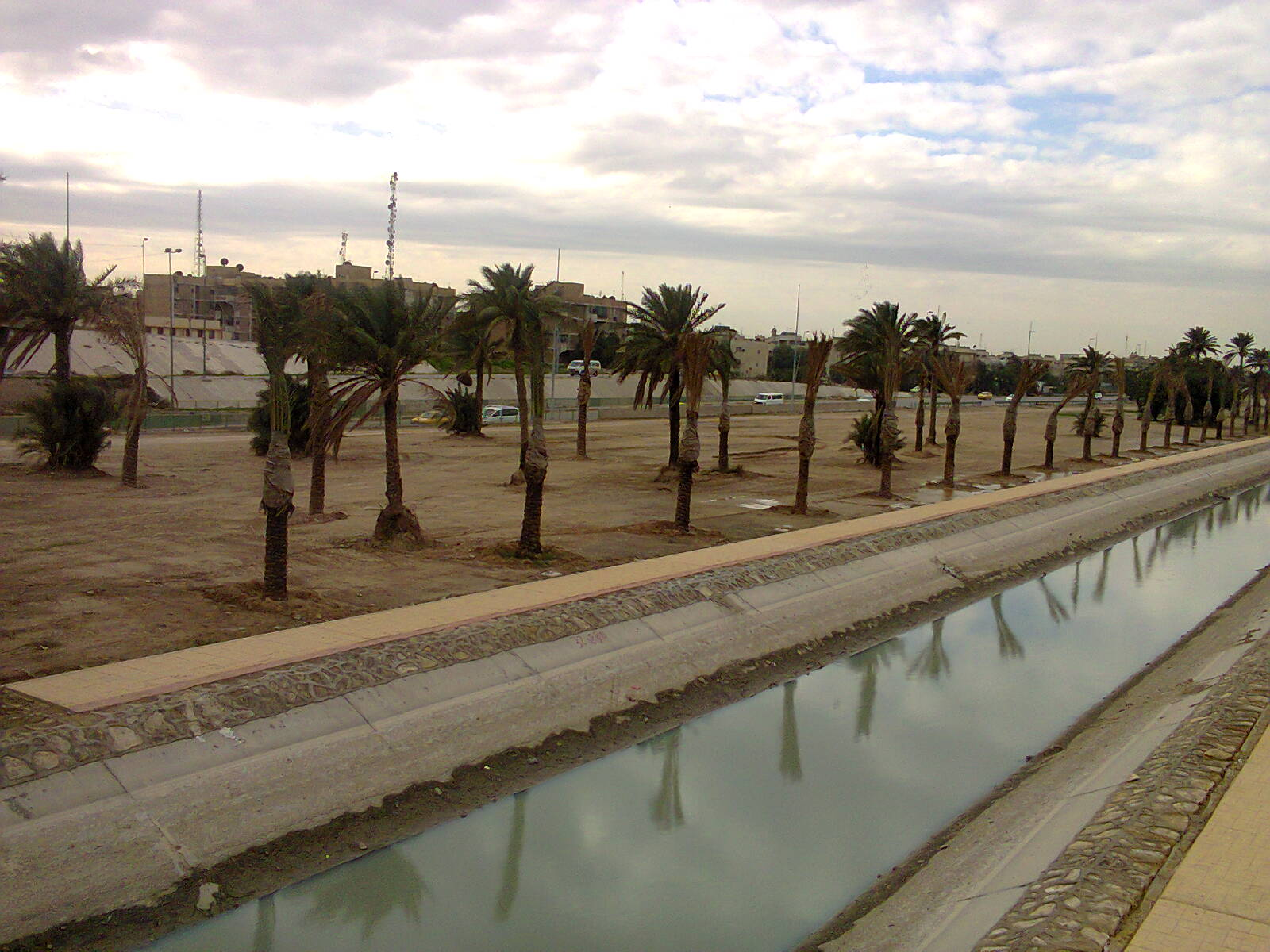
جانب من قناة الجيش

تمتاز سبع أبكار بمناخ شبه صحراوي نسبياً، رطبٍ وباردٍ شتاءاً، وحارٍ جافٍ صيفاً، تقع في قطاع السهل الرسوبي المنبسط الذي يمثلُ الجزء الغربي من منطقة الرصيف غير المستقر،  تربة سبع أبكار ذات حد سيولة عالي يتراوح بين 62-42%، يتذبذب مع العمق،  والمنطقة ذات سطح منبسط ارتفاعه بين 35م و37م، يجري نهر دجلة في غربها ثم يمر بجنوبها مقابلاً الكاظمية، وتبدأ قناة الجيش من الشمال، فالمنطقة يحيط بها الماء من ثلاثة جوانب، فكانت بذلك تربتها تربة سهلية رملية مزجية خصبة تُنبتُ الخضروات والحمضيات والتمور ذات الجودة العالية،  كما أصبحت مؤهلة لأن تكون منطقة ترفيهية. الجزء الشمالي الغربي من محلة 342 ذو تربة مزيجية غرينية، والجزء الشمالي الغربي من محلة 346 ذو تربة غرينية.

## أصل التسمية
سبع أبكار (تُنطق سَبْعَبْكار) معناها سبع آبار،  أو بئر ذات سبع بكرات (كرود(2)) كانت ترفع الماء من شرق دجلة لسقي البساتين هناك، وقد أنشأ تلك البكرات والي بغداد خليل باشا الذي وصل إلى بغداد سنة 1915م وأنشأ بجوارها قصراً وبستاناً يسقى من تلك البكرات، وقد انتقضت تلك البكرات ولا يزال في محلة 332 قرب الشارع العام موضع يقال له الساقية، ولم يزل اسم المنطقة (السبع أبكار) ثم أصبح (سبع أبكار خليل باشا) ثم (كرود خليل باشا) تفريقا بينها وبين حي بغدادي آخر عريق اسمه (عمّار سبع أبكار) قرب ساحة الوثبة. هذا وقد قِيلتْ تفسيرات أخرى لمعنى سبع أبكار كقولهم كان في ذلك الحيّ رجل له سبع بنات أبكار غير متزوجات ولكن هذا قول أشبه بالأسطورة الشعبية. وقد تُرجِمَ اسم الحي وفقاً لهذا المعنى الخرافي في جريدة واشنطن بوست وفي كتابين أمريكيين عن احتلال العراق، فقالوا «سبع أبكار أو سبع عذارى».

### انتشار الاسم
لم تكن سبع أبكار معروفة عند كل سكان بغداد، حتى بعض سائقي سيارات الأجرة وكانت نائية لا يمر عليها عابر السبيل، وقد ذاع اسمها بعد توزيع شقق مجمع السبع أبكار الذي أثار جدلاً. ويظن أهل المناطق البعيدة في بغداد أن سبع أبكار هي جزء من الصليخ أو الكريعات المجاورة.

## نشأة الحي

خارطة بغداد سنة 1918 ويظهر فيها موقع سبع أبكار Saba Bakar

سبع أبكار محلّة قديمة في شمال بغداد،  وكانت قرية زراعية ذات بساتين كثيفة، لا يسكن فيها إلا أهلها المالكون لأراضيها، وكانوا يحرثونها ويحصدون ثمارها ويبيعونها بأنفسهم،  ثم نشأت سبع أبكار كمنطقة سكنية حديثة في الأربعينات من القرن العشرين، وكانت حينئذٍ تشتمل على شارعين. وكانت سبع أبكار خارج حدود أمانة العاصمة بغداد، فطلب أهلها من الحكومة أن تُلحقهم بالعاصمة، وفي 28 تموز عام 1953م، وافقت الحكومة على ذلك. كان عدد نفوس محلة سبع أبكار 1900 نسمة تقريباً وفقاً لإحصاء سنة 1957، وكانت يومئذٍ أشبه بالريف لكثرة بساتينها كأنها ضاحية، وكانت هادئة وبيوتها متباعدة،  ولا ماء في المنطقة ولا كهرباء، ومنذئذٍ والطريق بينها وبين الأعظمية ترابيّ غير معبد حتى 1960 حين تم تعبيده. وفي أواخر الخمسينات كانت أسعار أراضي سبع أبكار عالية كأراضي المنصور، وكان يومئذٍ سعر المتر في سبع أبكار بدينار وربع، يومَ كانت أراضي الحرية وبغداد الجديدة لا تزيد عن 50 فلساً. بعض أهل المنطقة كانوا قادرين على الشراء في سبع أبكار، وبعضهم، كعائلة ناظم كزار تملّكوا الأراضي بسلفة من المصرف العقاري ب250 فلساً للمتر.

## حدود سبع أبكار
يبدأ حي سبع أبكار من ساحة أحد حيث بداية شارع عثمان بن عفان فإذا مشيت في ذلك الشارع فإن محلة (الصليخ القديم) تكون عن يسارك وأما الجهة اليمنى فهي بساتين كان بها وحدة عسكرية، ومن وراء الوحدة محلة سكنية اسمها الرسمي (المكتوب على اللوحات) هو سبع أبكار، وفي تلك المحلة محطة وقود اسمها محطة وقود سبع أبكار وبجانب المحطة تقع روضة الأريج، وفي تلك المحلة كذلك ساحة رياضية وكذلك كان مركز لفرقة لحزب البعث ومقر لقوات الجيش الشعبي سابقاً، وقريب من الفرقة يقع مركز شرطة الصليخ ومتوسطة الحارث للبنين.
بعد ساحة أحد يبدأ شمالاً شارع عثمان بن عفان وهناك مقر بلدية الأعظمية عن اليمين مجاورة للوحدة العسكرية، ومقابل البلدية تقع العيادة الشعبية. وبعد ذلك ساحة الطبقجلي ثم يمضي المسير شمالاً، وهنالك كانت تُرى بساتين عن اليمين وعن اليسار وبعد 200 متر كانت تبدأ البيوت عن اليسار حيث سبع أبكار محلة 332. يمضي الشارع حتى ينقسم قسمين (عند سوق السمجة) فأما الاتجاه الأيسر فهو إلى سوق السمجة حيث تكون محلة 332 عن اليسار وتكون محلة 340 عن اليمين. وأما الاتجاه الأيمن فيمضي على الشارع العام (شارع عثمان بن عفان) في الطريق إلى مقر ديوان الوقف السني سابقا وحاليا مقر بعض دوائره ومنها دائرة أوقاف بغداد - الرصافة. ثم تأتي من بعدهِ كلية التربية الأساسية ثم مدرسة الأمن سابقاً، وحدود المنطقة من الغرب نهر دجلة ومن الشمال قناة الجيش، ومن الشرق طريق محمد القاسم، ومن الجنوب ساحة أحد ونهر دجلة.

## محلات السبع أبكار
| المحلة | سكانها (2008 ثم 2016)   | أسماء مناطقها |
| --- | ----------------------- | --- |
| 332، مساحتها 813 كم، وهي الجانب الجنوبي الأقدم في سبع أبكار المجاور للشماسية، تبدأ من ساحة أحد إلى جامع علي باش جنوباً ومن مرطبات الريّان إلى ساحة القرغولي شمالاً، وفيها منطقة تُسمى محلة شاكر الوادي، كانت بستاناً عامراً يزوره المتنزهون من بغداد، سُمّيت على اسم صاحبها شاكر الوادي، من سكان الكرادة الشرقية وكانت تتراوح مساحة أراضي محلة 332 السكنية بين 300 و600 متر، قبل أن تصبح مجزّئة. | 12900 ثم 16000 أو 19000 | باب الشماسية، كرادة الصليخ، سبع أبكار، كرود خليل باشا، الصليخ القديم، بيت الشالجي، شاكر الوادي، محلة الحجاج، السدّة، الساقية، ورا البستان              |
| 338، مساحتها 1257 كم، حدود المحلة من ساحة القرغولي جنوب شرق إلى مرطبات الريّان شرقاً ثم شارع الوقف السني شمالاً ثم منشأة الفاو شمال غرب ثم جامع أبي تراب جنوب غرب، وفي الجانب الغربي من هذه المحلة منطقة تُسمّى العلومية وهي محلة صغيرة قديمة على شاطئ دجلة، اسمها القديم العلوية وأيضاً كرادة العلوية، تبدأ من منشأة الفاو في شارع امرؤ القيس إلى جامع أبي تراب من نفس الشارع، محلة 338 ذات تنوع حيوي، وكان أكثرها أراضيَ زراعية مشاتلَ وبساتين، ثم بعد 2003، بدأ تحويل العقارات الزراعية التي يملك بعضها الوقف السني إلى مساكن، كما تحوّلت الأراضي التي تملكها وزارة المالية المخطط لها أن تكون ترفيهية على شاطئ العلومية إلى مساكن خاصة، وبعد أن كان ثلثا هذه المحلة بساتين ومشاتل، لم يبق من ذلك إلا 13%. يُعدّ تحويل المنطقة الزراعية إلى سكنية أمراً غير قانوني، ويُحرم أهلها من الخدمات الحكومية كالصرف الصحي وتبليط الشوارع، فأصبحت بذلك هذه المحلة عشوائية. | 9000 ثم 12000           | مقاطعة سبع أبكار، حي الربيع، سبع أبكار، سوق السمجة، ورا البستان، شارع معمل الكاشي، شارع المعارض، العلومية، كرادة العلوية، دور المالية، أملاك المالية. |
| 340 ، مساحتها 829 كم، تبدأ من ساحة الطبقجلي إلى جسر ال600 جنوباً ثم إلى جسر جامع البارح وشقق الأوقاف شمالًا. هذه المحلة هي الواجهة الامامية لحي سبع أبكار لأنها على الخط السريع والشارع العام المحاذي له، وفيها منطقة تُسمّى محلة بيت سعَيّد، كما يقع فيها عند صعدة جسر آفاق عربية مقابلاً للوقف السني شريط يتكون من عدة بيوت تُسمى بيوت المهندسين، وكان بناء هذا الشريط بعد بناء بيوت باقي المحلة فصار للشريط تميز باسم خاص، كان الجانب الشرقي من محلة 340 زراعياً، فيه مشاتل، ثم تناقص عددها وبُنيتْ بنايات غير نظامية، بعضها اقتطع جزءاً من الرصيف. | 10540 ثم 14000          | رقة الشماسية، مقاطعة سبع أبكار، حي الربيع، سبع أبكار، محلة بيت سعيّد، بستان إبراهيم اليهودي، بيوت المهندسين، السِكلّة.                                   |
| 342 ، مساحتها 2203 كم، حدودها قناة الجيش شمالاً ونهر دجلة غربًا وطريق محمد القاسم شرقاً وشارع ابن فضلان جنوباً، وفيها محطة معالجة مياه، ومستشفى العلاج الطبيعي ودائرة أوقاف بغداد، وفيها كذلك مجمعان سكنيان: - مجمع مساكن سائقي دائرة الأوقاف (دُور السُوّاق). - مجمع شقق موظفي وزارة الأوقاف، بُنِيَ المجمع ذو ال20 عمارة في السبعينات بتكلفة 4 ملايين دينار عراقي (14 مليون دولار)، بإشراف وزارة الأوقاف لدعم موظفيها ذوي الدخل المحدود، كان المخطط للمجمع أن يُسمّى "مدينة الأوقاف"، وكان مخططاً للمشروع أن يكون في مرحلتين، الأولى إنشاء 10 عمارات، تشتمل على 240 شقة، والمرحلة الأخرى إنشاء 7 عمارات، تشتمل على 84 شقة، كما كان مخططاً أن يحتوي المجمع على مدارس ورياض أطفال وحضانة وأسواق. وفي تموز عام 2004، بعدما عُيّن أياد علاوي رئيساً للوزراء، بدأ إنشاء ثلاث عمارات سكنية مجاورة لدائرة الأوقاف لتكون مساكن لموظفي ديوان الوقف السني. كما توجد 4 مجمعات سكن طلاب: - كلية التربية الأساسية مع مجمعها السكني (مجمع الأساتذة)، المسجّلة أرضُه باسم معهد المعلمين المركزي التابع لوزارة التربية، ليس باسم وزارة التعليم العالي، وبسبب هذه الثغرة القانونية، لا سلطة قانونية لكلية التربية على المجمع السكني. - مجمع ابن الهيثم للأقسام الداخلية. مساحته 4965 م2، ويستوعب 250 أو 300 طالباً، وهو مسكن لطلبة كلية التربية الأساسية وكلية القانون، المجمع بناية واحدة ذات 3 طوابق، فيهنّ (70) غرفة. - كلية القانون مع مجمع الحرية للأقسام الداخلية للطلاب والطالبات. - الجامعة العراقية مع قسمها الداخلي المخصص للذكور وعددهم 1500 طالب، وفي هذه المحلة معمل قديم لتصفية وتنقية مياه الشرب، أعلنتْ هيئة الاستثمار تجديده بعد أن كان مغلقاً مدة طويلة. | 10022 ثم 12000          | مقاطعة سبع أبكار رقم 16، حي الربيع، سبع أبكار، محلة وقف أبي حنيفة، محلة الفريجات، صدر القناة.                                                         |
| 344 و346 و348، مساحتهنّ 7007 كم، اسمها وفق البلدية هو حي البساتين، كما يُسمّى منشَأة سعد وحي البساتين جزء من مقاطعة رقم 16 سبع أبكار وحتى سنة 1989، كانت محلة 344 و346 و348 و360 كلها جزءاً من حي الربيع، وظلت هذه المحلات تابعة إدارياً لبلدية الأعظمية ثم أُلْحقَت ببلدية الشعب بعد أن استُحدثَت بلدية الشعب عام 2006 ثم بقضاء الشعب. الخمس دوانم: كانت منطقة الأراضي التي سُميت فيما بعد "الخمس دوانم" في مقاطعة سبع أبكار رقم 16، تابعةً للأوقاف، وقد بادرتْ الوزارة إلى توزيع 219 قطعة أرض في مقاطعة سبع أبكار شمال قناة الجيش، مساحة كل واحدة من 5 دونمات إلى 10،، وقد وزعتها وزارة الأوقاف على المتقاعدين والذين لا يجدون عملاً في القطاع الصناعي تشجيعاً لهم على الإنتاج الزراعي، فكانت منطقة الخمس دوانم التجربة الأولى لفكرة "المزرعة الصغيرة". غيرَ أنّ المحاذير من تحويل منطقة الخمس دوانم إلى منطقة سكنية قد ظهرتْ منذ بداية المشروع، لأن تلك الأراضي من مقاطعة سبع أبكار مجاورة لمناطق الأعظمية السكنية، ويُغري ذلك بتحويلها إلى منطقة سكنية. وكان ذلك عاملاً مساعداً على ارتفاع سعر الأراضي المجاورة التي كان المتر المربع الواحد منها بدينار، في حين كان المتر الزراعي هناك بربع دينار. حي منشأة سعد: هو منطقة سكنية موقعها في مقاطعة سبع أبكار في الصوب المقابل لأسواق الشعب المركزية، أُنشئ حي منشأة سعد سنة 1985م، وظل حتى أوائل سنة 1989 غير مكتمل الخدمات، كنقص إنارة الشوارع وخلوه من تصريف الأمطار.، حي السلام: منطقة تجاوز سكني في محلة 346 في القطعة المرقمة (9/7/16) مقاطعة سبع أبكار التابعة للتسجيل العقاري لقضاء الأعظمية، كان حي السلام معسكراً وقاعدة صواريخ تابعة للقوة الجوية، وبعد الاحتلال الأمريكي للعراق سنة 2003، استوطنت القاعدةَ عوائلُ كثيرة، تسعة أعشارهم فقراء لا يستطيعون شراء مساكن ولا تأجيرها، فبنوا هنالك 6 آلاف دار ذات نمط بدائي وبناء متصل تقليدي بدون تصاميم ولا التزام بأنظمة البناء، أشرفت على إسكانهم منظمة الأمين الإنسانية ابتداء من يوم 20 تموز سنة 2004. | 46062 (سنة 2010)        | مقاطعة سبع أبكار، منشأة سعد، حي البساتين، حي البساتين الزراعي (محلة 348)، دور الضباط، الخمس دوانم، مجمع الشعب السكني. الدفاع الجوي، حي السلام         |

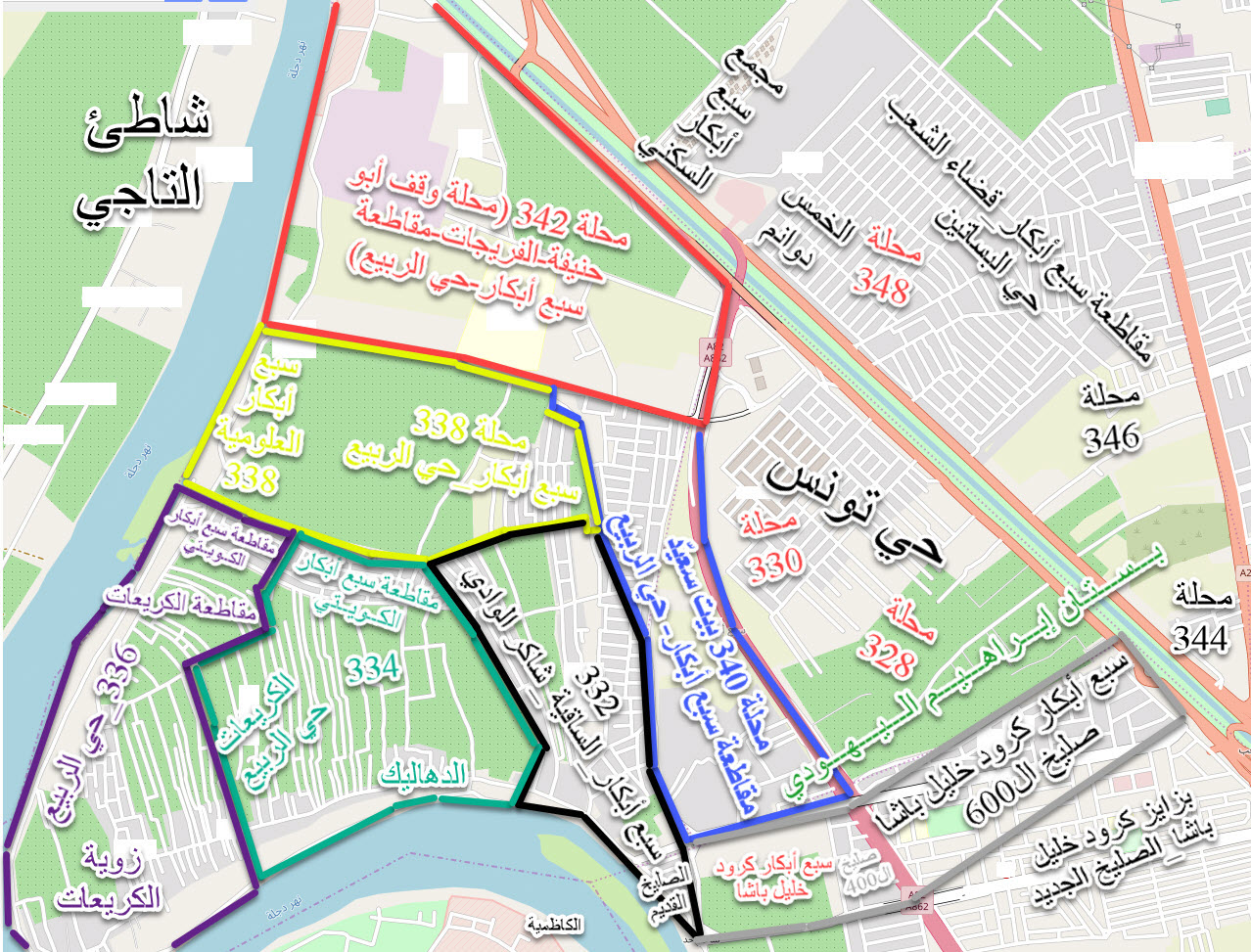
أرقام وأسماء محلات منطقة سبع أبكار وما حولها

| مجمع سبع أبكار السكني، مساحته 29 كم، هو مجمع عمارات مُسوّر، وبه 288 شقة سكنية، بنتها وزارة الإعمار والإسكان في محلة 348.، ابتدأ بناؤه يوم 1 شباط سنة 2003، بتكلفة 10 ملايين دولار، وانتهى البناء يوم 21 كانون الأول سنة 2005، وافتُتحَ عام 2008 م، بعض الشقق مساحتها 104م، وبعضها 114م، ويضم المجمع شبكات كهرباء وهاتف وماء صافي وصرف صحي وتصريف مياه الأمطار ومحطة لمعالجة المياه الثقيلة. ويقع هذا المجمع في شمال شرق سبع أبكار[بحاجة لمصدر] وكان موقعه متصلاً بسبع أبكار وتابعاً لها ثم انفصل عنها بطريق القناة السريع. وفي هذا المجمع شقة تسلمتها عائلة عثمان العبيدي من الحكومة، قيل إن أرض هذا المجمع كانت ملكاً لأحد إخوة صدام حسين، [محل شك] وبعد عام 2003، استملكت الحكومة تلك الأرض لإنشاء مجمع سكني، كان أول المجمعات السكنية التي تبنيها الحكومة العراقية بعد الاحتلال الأمريكي، ولم يكن مُعلناً حين تنفيذ البناء لمن تُعطى شقق المجمع، وفي تموز عام 2006، سئل سنان علي المسؤول الإعلامي في وزارة الإسكان عن الفئة المخصص لها هذا المجمع فقال "صراحة ليس بمستطاعي إجابتكم عن المرشحين لتملك الشقق في مجمع (سبع أبكار) وإنما أستطيع القول أن هناك مقترحاً تقدمت به وزارة الإعمار والإسكان إلى رئاسة مجلس الوزراء يخص هذا الجانب والمقترح الآن معروض في المجلس وعندما تتم المصادقة عليه سوف يتبين ذلك. هذا ما استطيع قوله". وفي مرحلة البناء، أتت مجموعة مجهولة سمّتْ نفسها "جيش عمر" إلى مدخل المجمع وكتبت على لافتة المدخل إنذاراً بتفجير المجمع لأنه مخصص لأعضاءالمجلس الأعلى للثورة الإسلامية، وقد سُمّي المجمع حينئذٍ "مجمع الحكيم" و"مجمع بدر"، وفي 15 حزيران عام 2008م، أعلن مجلس الوزراء عن تعسّر توزيع الشقق توزيعاً عادلاً بين فئات العراقيين، فقرر بيع شقق المجمع إلى موظفي بعض دوائر الحكومة بطريقة المحاصصة الطائفية، وفي 1 آب سنة 2008، شُكلت لجنة ضوابط وآلية بصدد بيع شقق مجمع سبع أبكار بقرار من مجلس الوزراء، ذُكر في الضوابط أن يكون المستفيد موظفاً مستمراً في عمله منذ 10 سنين، وأن لا يكون قد حصل سابقاً لا هو ولا زوجته على سكن أو قطعة أرض سواء من الدولة ومن جمعيات السكن التعاوني. وفي 2012/07/09، أسُّستْ جمعية للمجمع باسم "الجمعية التعاونية الخدمية لإدارة مجمع سبع أبكار" لتقديم خدماتها لساكني المجمع. | 1728 ثم 2750            | مقاطعة سبع أبكار، مجمع سبع أبكار، حي البساتين، قضاء الشعب.                                                                                            |

### المساحات الخضراء

صورة جوية لمقاطعة سبع أبكار في الستينات

حتى سنة 1989م كانت مساحة بساتين سبع أبكار وصدر القناة والكريعات ألف دونم،  وبين الخمسينات والستينات، كانت سبع أبكار تمتاز بكثرة بساتينها ومشاتلها الخضراء ذات البهجة، وفيها أنواع من أشجار الحمضيات والفواكه، وكانت مزارعها على نهر دجلة تزوّد بغداد بالغلة الغذائية الطازجة يومياً،  ولكن ما زال البناء السكني والتجاري العشوائي عليها متواصلاً منذ عام 2003، فتقسّمت البيوت الكبيرة ذات الحدائق إلى بيوت صغيرة، وصارت البساتين كراجات ومساكن متزاحمة وفي ذلك كُتبت بحوثٌ علمية متعلقة بالمساحات الخضراء في حي الربيع وطرق إبقائها والانتفاع منها، وبالعشوائيات وبأسباب التغير العمراني،  وصدر بحثٌ ذُكر فيه أنّ زوال المساحات الخضراء في سبع أبكار منذ عام 2002 حتى عام 2016 قد بلغ 17%، ومن أكبر المساحات بستان إبراهيم اليهودي قرب ساحة الطبقجلي شرق سبع أبكار، وبساتين أخرى قرب منطقة شاكر الوادي في غربها، وبساتين كثيرة في محلة 338، وبساتين أخرى شمال الجامعة العراقية. ويُعتقد أن اجتثاث المشاتل والبساتين وتحويل أرضها إلى مساكن ومعامل ومتاجر غير قانونية سيكون له عواقب شديدة على المياه والكهرباء والتلوث،  وكانت بعض الأراضي خالية فحوّلها أصحابها إلى مشاتل.
جدول يوضح نسبة اجتثاث الأراضي الزراعية التي حُوّلت إلى مساكن ومتاجر ومعامل.
| رقم المحلة | الاستعمال الزراعي حتى 2003 | من 2003 إلى 2016 |
| ---------- | -------------------------- | ---------------- |
| 332        | 26.2 %                     | 10.3 %           |
| 338        | 69.7 %                     | 13.8 %           |
| 340        | 63.3 %                     | 15.1 %           |
| 342        | 16.6 %                     | 9 %              |

### نهر دجلة
تُطلّ سبع أبكار على نهر دجلة ابتداءً من ساحة أحد جنوب محلة 332 حتى غرب محلة 332 قرب جامع الحاج علي باش، كما تطلّ سبع أبكار على نهر دجلة غرب محلة 338 ابتداءً من محلة العلومية قرب جامع أبي تراب، حتى نهاية محلة 342 عند صدر القناة، ثم تطلّ مقاطعة سبع أبكار رقم 16 على النهر إلى جزيرة بغداد السياحية.

#### انحراف النهر
| الوصف | خارطة |
| --- | ----- |
| في سنة 466 هـ، زاد ماء دجلة زيادة عظيمةً، عند الدار المعزية التي كان موقعها فوق جزرة سبع أبكار الحالية، فانكسرت سدة النهر هناك، وغرق شرق بغداد، وانهارت الدار المعزية وغمرتها المياه، وصارَ مسار النهر هناك مائلاً إلى جهة الشرق. |       |

#### زحف النهر
في القرن العشرين، حدث زحف آخر، وظل جرف النهر يتآكل قليلاً منذ عام 1908 حتى عام 2010 في الجانب الجنوبي من محلة 332.

#### جزرة سبع أبكار
| الجزرة | خارطة |
| --- | ----- |
| هي جَزْرَة (جزيرة) موسمية صغيرة مقوّسة الشكل في نهر دجلة، طولها كيلومتر واحد وعرضها 100 متر، بين صليخ القديم-سبع أبكار والكاظمية، تبدأ الجَزْرَة من منحنى نهر دجلة بمحاذاة مطعم البلام وتنتهي بمحاذاة بيت رشيد عالي الكيلاني. وفي 23 شباط سنة 2011م، اقترح محمد باقر السهيل، عضو مجلس بلدية الكاظمية حنيئذٍ "بناء جسر يربط الكاظمية مع الأعظمية من جهة منطقة سبع ابكار لتسهيل الوصول". |       |

## التركيبة الاجتماعية
سبع أبكار أكثر أهلها من المتعلمين في تخصصات متنوعة. وتقريبا كل سكانها مسلمون إلا بضعة عوائل مسيحية. وأكثر السكان من أهل السنة مع عدد كبير من الشيعة ولكن لا توجد تكتلات لإحدى الطائفتين بل مساكنهم مختلطة وفي بداية الاحتلال الأمريكي، كان اسم المنطقة مقترناً بمقاومة الاحتلال الأمريكي،  ولم يحدث تهجير ولا نزاع بينهم في أعقاب تفجير قبة سامراء. علماً بأن الحي كان يُعدّ في فترة الحرب الأهلية من المناطق الساخنة وأغلقت حينئذٍ كلية القانون الواقعة في شارع ابن فضلان،  وتصدّى لحماية المنطقة تنظيمُ الصحوة في أعقاب تفجير قبة سامراء. وكثير من أهل الحي هم أقرباء في النسب أو المصاهرة المتنوعة. والحي ليس من الأحياء المحافظة ولا المنفتحة ولكن بين ذلك، وقد ازداد عدد سكان سبع أبكار بعد 2005 إلى 2012 من جرّاء تهجير الحرب الأهلية من مناطق بغداد الأخرى، ثم بين عامي 2012 إلى 2015 بسبب الهجرة من محافظة الأنبار وصلاح الدين والموصل.

## الخدمات

### الخدمات الحكومية
| كثافة السكان | عدد الأسر | المحلات | الأطباء | الصيادلة | الممرضون |
| ------------ | --------- | ------- | ------- | -------- | -------- |
| 39863        | 10968     | 6       | 6       | 1        | 5        |

مركز صحي الدهاليك في مقاطعة سبع أبكار

1. العيادة الشعبية: لأهل سبع أبكار مركز صحي واحد وهو العيادة الشعبية التي أنشئت في الستينات، [177] موقعه في سبع أبكار، [178] حي الربيع، محلة 332 الصليخ القديم، [179] ويُسمّى مركز صحي الدهاليك، يتبع لقطاع الرعاية الصحية في الأعظمية، والفريق الطبي في هذا المركز لا يسدّ احتياجات المركز ولا يكفي الكثافة السكانية، وعدد المحلات المشمولة بالرعاية هو 6 محلات، منها محلة 330 و342.[180] وفي هذا المركز تلقيح وفحص الحجّاج قبل أن يتوجهوا إلى مكة.[181] وفي هذا المركز رعاية صحية أولية لأهل سبع أبكار، أما أقرب مستشفى عام فهو مستشفى النعمان.[182]
2. البيت الصحي: افتتح في 31 تشرين الأول 2018 داخل مجمع الجامعة العراقية في سبع أبكار محلة 342.[183]
3. مركز إسعاف فوري في محلة 338 مقاطعة سبع أبكار، منطقة العلومية، قرب جامع أبي تراب، [184] ومركز الإسعاف هذا واحد من 20 مركز إسعاف موزعة في بغداد، أُنشئتْ بتمويل من منظمة الصحة العالمية.[185]
4. مستشفى العلاج الطبيعي[186] وتقع في الطرف الشمالي للمنطقة في محلة 342، كما يُسمّى «مركز التأهيل الطبي وأمراض المفاصل» ويُعدّ أول مراكز العلاج الطبيعي بالعراق وأكبرها، وكان في عام 1955م في بدايته شعبةً للعلاج الطبيعي تقع في مستشفى المجيدية التي تُسمى اليوم مستشفى بغداد التعليمي التابع لمدينة الطب، ثم في عام 1982م أصبحت الشعبة مستقلة ونُقلتْ إلى موقعها الحالي في سبع أبكار قرب صدر القناة، تشمل خدمات المركز كل أنحاء العراق، وهو متخصص في علاج المرضى المعاقين جسدياً وحركياً والمصابين بأمراض الشلل والمفاصل والأمراض العصبية الأخرى وكذلك الأطفال المصابين بالشلل الدماغي وشلل الأطفال وشلل الضفيرة العصبية وأمراض الجهاز العصبي الأخرى وتشوهات الأطراف والعمود الفقري الخلقية، يبلغ عدد المراجعين يومياً 300 أو 400 مراجع، وليس في المركز إلا 4 أطباء اختصاصيين لا يكفون، كما لا تكفيهم المعدات والأجهزة الطبية الموجودة.[187]
5. محطة تعبئة اليمين المشيدة (وقود الربيع سابقاً) وبجوارها محطة غاز على الشارع العام قرب سوق السمجة تُسمى «ساحة غاز ونفط الأناشيد».
6. محطة تعبئة سبع أبكار الحكومية قرب جسر ال600.
7. مركز شرطة الصليخ.
8. فوج الاستخبارات والاستطلاع والمراقبة، في شارع أبو بكر الصديق (شارع ابن طفيل حالياً) قرب جسر ال600.
9. محطة جمع وضخ مياه الصرف الصحي تلتقي فيها مياه الصرف والمياه الثقيلة ثم تُصرف إلى صدر القناة ثم تُصبّ في نهر دجلة، ويُعتقد أنّها سبب تلويث شديد وفقاً لقول محمد العبيدي مستشار البيئة لدى الأمم المتحدة، و«دعا العبيدي الحكومة العراقية إلى إيقاف العمل بمحطة جمع وضخ مياه الصرف الصحي في منطقة السبع أبكار ومن ثم ردمها والتخلي عنها تماماً».[188][189] وقال محمد العبيدي «محطة جمع وضخ مياه الصرف الصحي التي تقع وسط حي سكني من أحياء منطقة السبع إبكار (بغداد-الرصافة) والتي لم أر مثل موقعها المؤثر سلباً على البيئة والصحة العامة في أي دولة من دول العالم التي عملت فيها أو زرتها، ولا أدري أي جهة نفذت بناء هذه المحطة وسط حي سكني ولا كيف فكر المسؤولون ببنائها هناك».[190]
10. سجن دائرة أمن الحشد الشعبي وفيها معتقل، وهي على طريق القناة قرب الجامعة العراقية.[191][192]، وذُكر أن الحشد الشعبي هناك كان يُدار بإشراف قاسم سليماني، ابتداء من تشرين الأول عام 2019، لمتابعة أحوال الاحتجاجات العراقية 2019.[193]
11. مركز الميكرويف واللاسلكي: دائرة حكومية تتبع وزارة الاتصالات.[194]

### النقل الحكومي

ساحة الطبقجلي في تقاطع شارع عثمان بن عفان وأبو بكر الصديق

في العهد الملكي كان موقف الباصات الخشبية على شاطئ سبع أبكار قرب ساحة الطبقجلي، وكان الباص ينطلق من هناك ويذهب غرباً إلى الكريعات، ثم يعود من حيث أتى ويمضي إلى شارع عمر بن عبد العزيز فَيَمُرُّ بالأعظمية ثم باب المعظم، والرقم الرسمي لخط الحافلة الحكومية هو (5) التي كانت تنطلق من ساحة الطلائع وتعبر جسر باب المعظم ثم تدخل في شارع الإمام الأعظم حتى تصل إلى ساحة عنتر ثم تسلك شارع عمر بن عبد العزيز ثم امتداده شارع رشيد عالي الكيلاني ثم امتداده شارع عثمان بن عفان وتقف قرب كلية المعلمين. وفي الستينات من القرن العشرين كان رقم الحافلة الحكومية هو (53)، وكانت تنطلق من ساحة المأمونية لا ساحة الطلائع، وكانت أجرتها 15 فلساً،  وكانت حينئذٍ أجرة التكسي من جامع مرجان إلى الصليخ 250 فلساً،  وفي السبعينات كانت أجرة التكسي من باب الشرجي إلى سبع أبكار ب 300 فلس،  وانقطع سير الحافلات الحكومية إلى سبع أبكار منذ 2003، ثم في 25 تشرين الثاني عام 2019م، أعلنتْ الشركة العامة لنقل المسافرين عن افتتاح الخط المرقم 5 لحافلات نقل الركاب، تنطلق من باب المعظم فساحة عنتر إلى سبع أبكار.

### النقل الخاص
تستعمل الباصات الأهلية الرقم نفسه (5) للدلالة على وجهة الباص ومساره، وموقف الباصات تحت جسر سبع أبكار-آفاق عربية، وتنطلق من هناك إلى الأعظمية أو تستمر إلى باب المعظم. وبعض الباصات تقف عند كلية المعلمين ومستشفى العلاج الطبيعي. وأُنشئ كراج أهلي في طرف محلة 342 قرب مدخل طريق القناة إلى طريق محمد القاسم، وهو مخصص لمركبات نقل طلاب بعض كليات الجامعة العراقية وبعض كليات الجامعة المستنصرية وكلية الإمام الأعظم.

### الترفيه
| وكان عدنان الراوي يسلك طريقاً واحداً عبر شارع المدارس ومن هناك إلى شارع الدقي حيث يقيم، ولقد حاولتُ مراراً أن أسلك طريقاً آخر عبر شارع مراد، ولكنه كان يرفض بشدة، فقد كان يشمّ في شارع المدارس رائحة شوارع مشابهة أحبَّها في الأعظمية وصدر القناة والسبع أبكار. |
| —مسافر على الرصيف ص71 |

يعتبر حي سبع أبكار حيا يسر الناظرين، مليء ببساتينه البهيجة، ولكن ليس في هذه المنطقة حديقة عامة ولا متنزه ولا نادي رياضي،  حتى عام 2014 حين أُنشئت مدينة ألعاب أهلية في محلة 338، اسمها منتزه السنافر. وقرب منطقة سبع أبكار جزيرة بغداد السياحية (تبعد كيلومتر)، وموقع الجزيرة هو أصلاً ضمن مقاطعة سبع ابكار 16 وقد أغلق الطريق الرابط بين سبع أبكار والجزيرة السياحية مدة 16 عاماً منذ الاحتلال الأمريكي للعراق حتى يوم 3 أيار عام 2019، حين افتتح الطريق الذي يبدأ من جزيرة بغداد السياحية ويمر أسفل جسر المثنى (بغداد)، وينتهي عند مدرسة الأمن السابقة قرب مستشفى العلاج الطبيعي. وفي 30 ديسمبر عام 2014 أُعلنَ عن عزم الحكومة إنشاء مدينة ترفيهية في سبع أبكار،  ولم يتم ذلك.

### البريد
الرمز البريدي لسبع أبكار (10054).
- مكتب بريد سبع أبكار.[208]
- بدالة سبع أبكار.[209] في مقاطعة سبع أبكار بمنطقة الستمية في محلة 328, قرب قناة الجيش، أُنشئت بدالة سبع أبكار الإلكترونية في الثمانينات.[210] وتشمل هذه البدالة خطوط الهاتف الأرضي المعطّل للمحلات: 309، 313، 315، 317، 322، 324، 326، 328، 330، 331، 332، 334، 335، 336، 337، 338، 339، 340، 341، 342، 343، 344، 346، 348، 351.[211] وللبدالة مسارات ضوئية للإنترنت تشمل عدة مناطق.[212][213]

### أسعار العقارات
تُقدّر أسعار العقارات وفقاً لإحصاءات أثمان البيوع المسجلة، وينطبق السعر التقديري على العقار الذي لم يمض على بنائه خمس سنوات، فإذا مضت 5 سنوات، نقص السعر للاندثار بنسبة 2% لكل سنة.
| المنطقة                                               | سكني     | تجاري    | زراعي     | موقع |
| ----------------------------------------------------- | -------- | -------- | --------- | ---- |
| 1) عقارات صليخ القديم مقابل بلدية الأعظمية            | 500000   | 900000   |           |      |
| 2) العقارات المطلة على النهر                          | 10000000 |          |           |      |
| 3) العقارات من ساحة الطبقجلي إلى جامع البارح          | 500000   |          |           |      |
| 4) الجمعيات (آفاق عربية)                              | 500000   |          |           |      |
| 5) العقارات القريبة من بدالة سبع أبكار                | 500000   |          |           |      |
| 6) عقارات كرود خليل باشا                              | 750000   |          |           |      |
| 7) الجانب الغربي من شارع كرود خليل باشا               | 500000   |          |           |      |
| 8) عقارات شاكر الوادي                                 | 500000   |          |           |      |
| 9) عقارات الكويتي والعقارات المقابلة لثانوية الانتصار | 500000   |          |           |      |
| 10) حي البساتين ومنشأة سعد                            | 450000   |          |           |      |
| 11) شارع كورنيش سدة سبع أبكار                         |          | 10000000 |           |      |
| 12) شارع عثمان بن عفان إلى جامع البارح                |          | 800000   |           |      |
| 13) سوق السمجة والمناطق التجارية المجاورة             |          | 1000000  |           |      |
| 14) أسواق الربيع والجمعيات                            |          | 700000   |           |      |
| 15) منطقة البساتين والدفاع المدني طريق بغداد بعقوبة   |          | 650000   |           |      |
| 16) المنطقة الزراعية في سبع أبكار حي البساتين         |          |          | 100000000 |      |
| 17) المنطقة الزراعية على جانبي قناة الجيش             |          |          | 110000000 |      |

## مدارس سبع أبكار
تقع مدارس سبع أبكار ضمن قاطع تربية بغداد/الرصافة الأولى. وفي عام 1967، كانت سبع أبكار وصدر القناة أقصى الحدود الشمالية لمديرية تربية الرصافة،  وقد أصبحت المنطقة مزدحمة بالطلاب ولا سيما في محلة 342، حيث تقع بعض كليات الجامعة العراقية والجامعة المستنصرية،  وازداد عدد المدارس بعد وصول مهجّرين من مناطق ومحافظات أخرى.
- 1) مدرسة ناظم الطبقجلي الابتدائية في محلة 340، زقاق 2، تأسّست عام 1962، وفيها افتتح أول صف ألكتروني بالعراق عام 2019.[224]
- 2) المعهد الإسلامي (سابقاً)[225][226] (الاعدادية الإسلامية) على الشارع العام بعد جامع البارح في محلة 342، كانت بناية المعهد في منطقة الحيدر خانة ثم نُقلت إلى سبع أبكار.[227]
- 3)كلية المعلمين وهي في المحلة رقم 342 من سبع أبكار حي الربيع، وكلية القانون، ثم كلية العلوم السياحية التي نُقل موقعها إلى سبع أبكار في 3 كانون الأول عام 2019.[228]
- 4)ثانوية الانتصار للبنات على الشارع العام قرب سوق السمجة وفي معركة أم المعارك اتخذت وزارة الدفاع هذه المدرسة مقرّا بديلاً لمديرية إدارة المراتب.[229] وكان عند هذه المدرسة تلّ اسمه "تلّ سعيّد" وكان بجانبه مقبرة لأهل الصليخ سابقاً.[230] تأسست مدرسة الانتصار سنة 1962م، وأول مديرة لها كانت لميعة أحمد يحيى.[231]
- 5)متوسطة الحارث للبنين في ساحة الطبقجلي مجاورة لمركز شرطة الصليخ، تسأسست سنة 1966م.
- 6)مدرسة حسان بن ثابت الابتدائية، في سوق السمجة، محلة 332، زقاق 57، وكانت بنايتها في الثمانينات والتسعينات لروضة الجنائن التي أُنشئت عام 1984، في الذكرى السادسة عشرة لثورة 17 تموز 1968.[232]
- 7)مدرسة زمزم، محلة 332، زقاق 21.
- 8)الجامعة العراقية.
- 9)مدرسة الأمن سابقاً وهي الآن سجن دائرة أمن الحشد الشعبي، وهي على الطرف الشمالي الغربي من سبع أبكار قرب صدر القناة.[233]
- 10) مدرسة الاستقامة الابتدائية للبنين في محلة 332[234]
- 11) مدرسة المعلى الابتدائية للبنات في محلة 332، زقاق 37، في مقاطعة سبع أبكار رقم 23.[235]
- 12)إعدادية الفراهيدي للبنين وابتدائية الإمام الشافعي في بناية واحدة في محلة 342.
- 13) متوسطة الأنوار للبنات، أُسِّست عام 2008[236]
- 14) مدرسة نور الإيمان[237]
- 15) مدرسة تدريب الصنوف لقيادة الشرطة الاتحادية.
- 16) روضة النسرين، أُسّست عام 1928م، أول روضة بالعراق، وقد كانت في محلة الحيدرخانة في مبنى دار المعلمات، وكان اسم تلك الروضة "الروضة المركزية" ثم تقادمَتْ منطقة الحيدرخانة وتعسّر وصول السيارات إليها، فنقلتها مديرية تربية الرصافة إلى منطقة سبع أبكار.[238] وحين نشأ حي تونس، نُقلت إليه الروضة في محلة 330، مقاطعة سبع أبكار 16.
- 17) ثانوية المتفوقين، أُسستْ سنة 2019، في نفس بناية المعهد الإسلامي السابق، تبدأ الدراسة في هذه الثانوية من الصف الأول المتوسط إلى السادس الإعدادي، ولا يُقبل طلابها إلا من منطقة الرصافة الأولى.[239]
- 18) مدرسة الفتوة الابتدائية المختلطة، في سبع أبكار، شاكر الوادي، محلة 332، زقاق 66، تأسست عام 1972.
- 19) مدرسة العفة الابتدائية، في محلة 340، على الشارع العام، أُغلقت سنة 1965م.
- 20) روضة وحضانة ورود المحبة، في مجمع الوقف السني بمحلة 342.[240]
- 21) روضة نور الهدى.[241]

## مساجد سبع أبكار
لم يكن في بداية القرن العشرين مساجد في قضاء الأعظمية ما عدا جامع الإمام الأعظم وبضعة مساجد صغيرة.
- 1)جامع سبع أبكار، في وسط سوق السمجة بمحلة 340، تأسس في عام 1962، ومساحته 1000 م2، بناه محمد طه البو مفرج، من سكان سبع أبكار، وجعل للجامع أوقافاً هي بيتان وستة دكاكين ومقهى، وكلها مجاورة للجامع.[243][244]، وكان حيئنذٍ إمام المسجد المقرئ شاكر العزاوي.[245][246]
- 2)حسينية السبع أبكار في محلة 332، زقاق 29، أسست عام 1967.
- 3)جامع حسن البارح، [247] في القطعة رقم 13 من المقاطعة 16 سبع أبكار، في المحلة 342، مساحته 3 آلاف متر مربع، بدأ بناؤه في عام 1967م، بنفقة من فرجة البارح التي اشترطت أن يُسمى الجامع باسم حسن البارح، ولمّا قصرت النفقة عن بنائه، تسلّمهُ ديوان الأوقاف وأتمّ بناءه ففتح سنة 1971،[248][249] وفيه مركز تسجيل الحجاج، ويتبع للجامع «قاعة جامع حسن البارح» التي تُستعمل لمجالس التعزية والمزايدات المتعلقة بالأوقاف، [250] والجامع مجاور للوقف السني في محلة 342.[251] وعُرفَ الجامع عند وزارة الأوقاف باسم آخر هو (جامع آغا آزاد) لأن جهة الوظيفة نُقلت من جامع آغا آزاد إلى جامع حسن البارح.[248]
- 4) جامع الديوان التابع للوقف السني ومكانه بجوار الوقف السنّي القريب من جامع البارح محلة 342.
- 5)جامع مالك الملك، في سبع أبكار، محلة الكويتي، [252][253][254][255] مساحته حوالي 200 م2، افتتح عام 1997، على نفقة ميسون عبد الدايم، كان ضياء الجنابي أول إمام للجامع، وفي فترة الحرب الأهلية، ذُكر أن قوة أمنية داهمت بيوت 13 رجلاً من أهل سبع أبكار في 10 تموز عام 2005، وداهمت أيضا مسكن ضياء الجنابي في جامع مالك الملك، واعتقلتهم، ثم بعد يومين عُثرَ على جثثهم مشوهةً ملقاةً في أطراف مدينة الصدر.[256][257][258][259][260][261][262]
- 6) جامع الجامعة العراقية في محلة 342.
- 7) جامع الاداب الإسلامية قرب ساحة أحد، أُسّسس[263] في 1952م بمحلة الصليخ القديم رقم 332 بمقاطعة سبع أبكار.[264][265][266]
- 8) مسجد الهدى، في محلة 342، في أقصى شقق موظفي الوقف السني، افتتح عام 2006، وسُمي على اسم الحاجة هدى التي تبرعت لبنائه.[267][268]
- 9) جامع وحسينية أبي تراب، في شارع امرئ القيس، محلة 338، مقاطعة سبع أبكار.

## حوادث

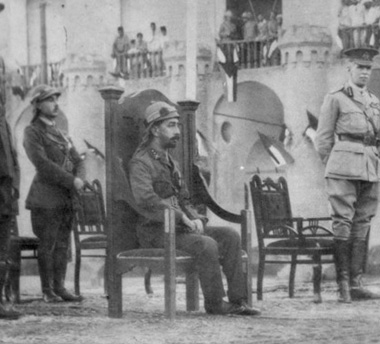
"إنّي أشكر العراقيين عموماً، والأعظميّين خصوصاً على حِسّيّاتهم الشريفة نحوي، ونحو وطنكم العزيز، فبلّغوا سلامي للأعظميّين". جواب الملك فيصل على بيعة أهل ناحية الأعظمية في جلسة تتويجه

- بعد قدوم فيصل بن الحسين إلى العراق ليكون مرشحاً للمُلك، بادر أهل ناحية الأعظمية إلى مبايعته، فاجتمعَ في يوم 24 تموز عام 1921، سكان محلّاتِ الأعظمية الأربع، محلةِ الشيوخ والحارّة والسِفينة والنَصَّة، ومعهم أهل سبع أبكار والدهاليك ومحلة نجيب باشا ومحلة راغبة خاتون، وكان اجتماعهم في جامع الإمام أبي حنيفة حيث أعلنوا مبايعتهم، وأنابوا عنهم رئيس البلدية، علي ظريف العبيدي الأعظمي، لتقديم عريضة المبايعة إلى فيصل الأول، وكان نص البيعة «إلى أعتاب صاحب الجلالة ملك العراق فيصل المعظم، قد انتدبني كافة أهل الأعظمية مع عامّة القرى المجاورة، والضياع المتتابعة، وما فيها من العشائر، وفصائل البطون والأفخاذ القحطانية، كقبائل بني ركاب والسواكن، والبو مفرِّج وبني عمير، والبو محل من فخوذ الدليم، وعشيرة اللهيب من الجبور، والجلاعطة (البو هيازع)، من قبائل العبيد، والنداوات وغيرهم، وذلك في الاجتماع الذي عُقد صباح اليوم الاثنين 5 ذي القعدة 1339هـ، وقرروا باتفاق الآراء كلها على اختلاف طبقاتهم أن أقوم بالبيعة الصحيحة التامة الناجزة بملوكيّة العراق بحدوده المعلومة لجلالتكم، وقد زوّدوني بالوثائق الشرعية والحج الدامغة، وها أنا قد بايعتك يا فرعَ الشجرةِ الهاشمية، وغصن الدوحة النبوية، باسم عشرات الألوف من النسمات الحضرية، والبدوية من العراقيين على أن تُشكِّلَ حكومةً ملكية دستورية نيابية..». ثم في يوم 29 تموز عام 1921 بايع بقية أهل بغداد.[269]
- قبل إنشاء سد الثرثار وقناة الجيش، كانت بغداد كل سنة مهددة بالغرق من فيضان دجلة، وقد حدث فيضان في عام 1939 وكُسرتْ سدة الفريجات التي تقع في جنوب بحيرة الجزيرة السياحية، وأحاط الماء بشرق بغداد وقد بلغ ارتفاعه 4 أمتار، ثم في عام 1941 حدث فيضان آخر فكُسرتْ السدة لتخفيف مياه دجلة عن بغداد المسوّرة.[270][271]
- في أوائل عقد الستينات كانت ساجدة زوجة الرئيس صدام تسكن في منطقة سبع أبكار ثم سكن معها زوجها في عام 1964م ثم تحولت هي إلى منطقة خضر الياس وبقي صدام متوارياَ في منطقة سبع أبكار حتى اعتقل في عام 1964م.[272]
- في عام 1965م، انتقل ناظم كزار للسكن في منطقة سبع أبكار[273]، بمحلة 340، قرب حاجم الدلال.
- في عام 1973م هرب ناظم كزار إلى زرباطية متوجهاً إلى الحدود فطارده وظفر بهِ ضباط عراقيون كان منهم ضابط دُورِيّ من أهل سبع أبكار.
- استعداداً لمعركة الحواسم عام 2003، نُصبت منصة صواريخ في أحد بساتين سبع أبكار، ثم قُصفت قبل بضع ليال من 9 نيسان 2003، فتسببت في حفرة عمقها 6 أمتار وعرضها 12 متراً.[274]
- في ظهر الأربعاء 9 نيسان 2003، انطلق صدام حسين ومرافقوه إلى الأعظمية حيث كان آخر ظهور لصدام فيها، ومن هناك توجه إلى بساتين في سبع أبكار ومكث فيها سبع ساعات، قال خالد السلطاني أحد حُرّاس صدام «في إحدى المزارع الواقعة في ضواحي بغداد، وقريبا من حي الاعظمية، وفي منطقة يسميها أهل بغداد» سبع ابكار«وقفت سيارة الرئيس ووقفنا خلفها، لم تكن تلك المرزعة تبعد كثيرا عن منزل صالح مهدي عماش نائب رئيس الجمهورية الاسبق، ومنزل الزعيم الوطني العراقي رشيد عالي الكيلاني».[275] وفي 3 يونيو عام 2003، أعلنتْ مصادر عراقية أن أمريكا تعرف مكان صدام، ولكنها لا تستجيب لبلاغات المواطنين الذي كانوا يبلغونها بأن صدام حسين كان مختبئاً إما في الأعظمية التي كانت آخر مكان شوهد فيه، وإما في سبع أبكار ذات البساتين الكثيفة التي يعرفها صدام منذ عقود.[276]
- في فجر الخميس 10 نيسان 2003، لم يبقَ على احتلال بغداد إلا السيطرة على منطقة الأعظمية، فتوجهت أرتال أمريكية نحوها، وكان الرتل الثاني قد أتى من الراشدية شمال بغداد حتى وصل إلى مدخل منطقة الصليخ الجديد، فدخلها متوجها إلى ساحة أحد ثم إلى شارع عمر بن عبد العزيز ثم التقى الرتل مع أرتال أخرى في ساحة عنتر بالأعظمية وجامع الإمام الأعظم، حيث وقعت معركة شرسة.[277]
- في عام 2008م، زار وزيرُ التربية العراقي خضير الخزاعي كلية المعلمين وتجادل هو وحمايته مع طلاب[278] متظلمين، فرمى حراس الوزير رمياً عشوائياً فجرحوا خمسة طلاب، وقال الوزير إن سبب الرمي هو أن أحد الطلاب حاول اغتياله، ثم تراجع الوزير عن قوله.[279][280]، وبقيت تلك الحادثة في المنطقة تُذكر مثالاً للفساد[281][282] ولمحاباة إعلام الدولة للمسؤولين.[283]

## الأحياء المجاورة لسبع أبكار
مقاطعات سبع أبكار متداخلة مع مناطق مجاورة،  كانت قبل ذلك تفصل بينها بساتين، ثم تقاربت المسافة بعد تحويل كثير من البساتين إلى مساكن ومتاجر.
1. محلة الصليخ القديم[285][286]، وهو جزء من سبع أبكار محلة 332.
2. حي الشمّاسية[81] تقع جنوب سبع أبكار وتفصل بينهما ساحة أحد.
3. حي الصليخ الجديد، واسمه القديم بزايز كرود خليل باشا[287] وهو مجاور لمحلة كرود خليل باشا، ويقع جنوب شرق سبع أبكار ويفصل بينه وبين سبع أبكار طريق محمد القاسم السريع.
4. الصليخ الستمية واسمه القديم كرود خليل باشا، [288] وهو شرق سبع أبكار وكانت الصليخ الستمية وسبع أبكار لهما اسم واحد كرود خليل باشا، ولم يكن بينهما حاجز حتى إنشاء طريق محمد القاسم السريع الذي فصل منطقة الستمية عن سبع أبكار.[86][289]
5. حي تونس: أنشئ في السبعينات قرب آفاق عربية ويقع شرق سبع أبكار ويفصل بينهما طريق محمد القاسم السريع، وحي تونس لا تصل إليه كثير من الباصات ولذلك يضطر كثير من أهله إلى النزول في سبع أبكار محلة 340 ثم عبور طريق محمد القاسم مشياً فوق جسر مشاة. ويُسمى حي تونس كذلك الجمعيات نسبة إلى جمعيات خير الله طلفاح في الأعظمية التي وزعت أراضي في حي تونس.[290]
6. حي الكريعات والدهاليك ويقعان جنوب غرب سبع أبكار، وفي 19 تموز عام 1943م عُلّقت قوائم المنتخَبين لمجلس النواب على باب جامع الدهاليك ليطلع عليها الناخبون من أهل سبع أبكار والكريعات.[291]
7. الكاظمية: جنوب غرب سبع أبكار وبينهما نهر دجلة.
8. محلة السيفية وتقع شمال غرب سبع أبكار بعد صدر القناة.

## شوارع سبع أبكار
حين قامت أمانة العاصمة في الخمسينات بتسمية الشوارع في بغداد، كانت حصة الأعظمية الأسماء اللامعة في الفكر والتراث العربي، ومن ذلك أسماء شوارع سبع أبكار حي الربيع.
| الشارع | صورة |
| --- | ---- |
| شارع عثمان بن عفان أحد شوارع بغداد في وسطها الشمالي وهو امتداد لشارع رشيد عالي الكيلاني بحي الشماسية، ويبدأ هذا الشارع ذو الاتجاهين وبينهما جزرة وسطية من ساحة أحد وتكون بلدية الأعظمية عن اليمين ومحلة الصليخ القديم عن اليسار ثم يمر بساحة الطبقجلي وهناك تنتهي الجزرة بين الاتجاهين، ثم يمر الشارع بسوق السمجة ثم يتجه إلى دائرة أوقاف بغداد في الرصافة التابعة لديوان الوقف السني، وينتهي الشارع عند محاذاته بطريق القناة السريع قرب مستشفى العلاج الطبيعي، وهذا الشارع يقطع منطقة سبع أبكار من جنوبها إلى شمالها كاملة، ورقم الشارع هو (زقاق 31)، وطوله حوالي 2500 مترا من ساحة أحد إلى منطقة محاذاته لطريق القناة، وقد كان شارع عثمان بن عفان يصبّ في طريق القناة قبل إنشاء طريق محمد القاسم ومن معالم الشارع دائرة بلدية الأعظمية، والعيادة الشعبية في محلة الصليخ القديم، وأفران جوهرة لبنان، وثانوية الانتصار، وسوق السمجة، وجامع حسن البارح، والمعهد الإسلامي، ومجمع الجامعة العراقية |      |
| شارع بلال بن رباح، يطلّ الشارع على نهر دجلة ويبدأ من ساحة أحد قرب بيت هدى عماش ثم يمرّ بسدة سبع أبكار، ثم بالدهاليك ثم الكريعات. ومن معالم الشارع جامع الآداب الإسلامية، ومطعم نسيم دجلة وجامع علي باش. |      |
| الجانب الغربي من شارع أبو بكر الصديق زقاق 36، تغيّر اسمه إلى شارع ابن طفيل، يبدأ من محطة تعبئة سبع أبكار الحكومية شرقاً إلى ساحة الطبقجلي غرباً، وكان يُسمى سابقاً شارع بلال الحبشي، ومن معالم الشارع محطة تعبئة سبع أبكار الحكومية ومركز شرطة الصليخ، والجانب الشرقي من شارع ابن طفيل مِن الشوارع الخمسة التي اختارتها بلدية الأعظمية لتكون شوارع نموذجية في تشجيرها وتأثيثها في الجانب الشرقي الواقع بين محلة 326 و328. |      |
| شارع امرؤ القيس يطلّ على النهر، يبدأ الشارع من جنوب غرب محلة 338 بالعلومية قرب جامع أبي تراب، ثم يتقاطع مع شارع ابن فضلان، أصبح هذا الشارع ضيّقاً من جرّاء قلة الالتزام بالارتداد الأمامي فتحوّل الارتداد إلى حدائق خاصة مسيّجة. |      |
| طريق القناة له جانبان، الجانب الغربي هو شارع عمر بن الخطاب والجانب الشرقي هو شارع الإمام علي |      |
| طريق محمد القاسم يحاذي شرق سبع أبكار ابتداء تقاطع جسر الصليخ الجديد ثم الصليخ ال600 ثم آفاق عربية ثم يصب في طريق قناة الجيش |      |
| شارع ابن فضلان أو شارع الوقف السني أو شارع منشأة الفاو: زقاق 46، وهو الفاصل بين محلتي 340 و338 جنوباً ومحلة 342 شمالاً، يبدأ من جامع البارح تحت الجسر ويتجه غرباً إلى نهر دجلة قرب شركة الفاو العامة، وفي هذا الشارع معارض سيارات ولهذا يسمّى أحياناً شارع المعارض. |      |
| جسر نهري بين سبع أبكار والكاظمية: ذكر محمد باقر السھيل، عضو المجلس البلدي بالكاظمية في 23 شباط سنة 2011 أن من مشاريع بلدية الكاظمية المقترحة "بناء جسر يربط الكاظمية مع الأعظمية من جهة منطقة سبع أبكار لتسهيل الوصول". |      |

## ساحات
| الساحة | صورة |
| --- | ---- |
| ساحة الطبقجلي هي ساحة محلة الصليخ القديم وسبع ابكار وعند تلك الساحة يتقاطع شارع عثمان بن عفان وشارع أبو بكر الصديق المُسمّى سابقاً شارع السدة، وسُميت هذه الساحة على اسم ضابط الجيش العراقي ناظم الطبقجلي.وبتلك الساحة مدرسة الحارث المتوسطة للبنين، ذُكِرت الساحة في رواية "ثلاثة وجوه لبغداد".، وحين سعت الحكومة لحماية بغداد من الفيضانات، وضعت سدة قرب ساحة الطبقجلي |      |
| ساحة أُحد أو ساحة مهدي عماش أو ساحة طارق الشيخ، هي ساحة تتقاطع فيها أربعة شوارع أولها شارع رشيد عالي الكيلاني (جنوباً) الذي ينتهي عند الساحة، وشارع عثمان بن عفان (شمالاً)، حيث يبدأ ليكون الامتداد لشارع رشيد عالي الكيلاني، والشارع الثالث (شرقاً)، فهو شارع 48 المتجه إلى جسر الصليخ الجديد، وشارع بلال بن رباح غرباً. وعند تلك الساحة يقع بيت صالح مهدي عمّاش والد الدكتورة هدى صالح مهدي عماش. وهذه الساحة ينتهي عندها حي الشماسية ويبدأ حي سبع ابكار ومحلة الصليخ القديم. |      |
| ساحة القرغولي هي تقاطع شوارع في سبع أبكار الكويتي، تلتقتي فيها محلة 332 شرقاً ومحلة 334 غرباً ومحلة 338 شمالاً. |      |

## الوصول إلى سبع أبكار
سبع أبكار تقع عند بداية طريق القناة السريع ونهاية طريق محمد القاسم، فمن كان قادما من شرق بغداد أو شمال شرقها فطريق القناة هو الأقرب له إلى سبع أبكار ومن كان قادماً من جنوب بغداد أو وسطها فإن طريق محمد القاسم هو الأقرب إليها. وأما من كان قادماً من الشعلة وشمال الكاظمية فلهم أن يعبروا جسر المثنى (بغداد) ويدخلوا سبع أبكار من شمالها، أو يعبورا جسر الأئمة في الأعظمية ويدخلوا المنطقة من جنوبها وأهل المناطق في غرب بغداد يعبرون جسر الأعظمية متجهين إلى ساحة عنتر ثم يتجهون يسارا في شارع عمر بن عبد العزيز.

## معالم سبع أبكار

عمارة وقف خليل باشا من آثار اسم سبع أبكار القديم

- 1)أوقاف بغداد، التي تُسمّى ديوان الوقف السني في العراق، موقعها في محلة 342، وفي 7 كانون الثاني عام 2008، حدثت عملية انتحارية في مقر الوقف السني في سبع أبكار فقتل هناك قائد صحوة الأعظمية وابنه، ومنذئذٍ والمبنى محاط بحواجز كونكريتية، حتى يوم 10 آب عام 2019 حين أُزيلتْ الحواجز.[306][307]
- 2)كلية التربية الأساسية (اسمها القديم كلية المعلمين ومعهد المعلمين[308][309]), الجامعة المستنصرية في محلة 342.
- 3)سوق السمجة بين محلة 340 شرقاً ومحلة 332 و338 غرباً.
- 4)مستشفى العلاج الطبيعي (مركز صدر القناة للاطراف الاصطناعية والمساند الطبية) في محلة 342.
- 5) بعض كليات الجامعة العراقية في محلة 342.
- 6) كلية القانون في محلة 342.[310]
- 7) كلية الإمام الأعظم المنتقلة حديثاً من الأعظمية إلى محلة 342، وفي أول السبعينات لم يكن في سبع أبكار إلا الأقسام الداخلية لهذه الكلية.[311]
- 8)المركز الوطني لادارة الموارد المائية في محلة 342.[312]
- 9)بلدية الأعظمية بجوار مدرسة الحارث المتوسطة.
- 10)مستشفى العلوم العصبية.[313]
- 11) شركة الفاو العامة، في محلة 342.[314]، التي كانت تابعة لهيئة التصنيع العسكري، وفي مدة قصيرة من أواخر عام 1991م اتخذت هيئة التصنيع العسكري جزءاً من منشأة الفاو لتكون مقراً مؤقتاً للهيئة[315]، وفي 6 كانون الثاني عام 2003م، تفحّصَ مفتشو أسلحة الدمار الشامل هذه الشركة.[316]

مركز شرطة الصليخ في سبع أبكار

- 12) دار رعاية المسنين في سبع أبكار قرب جسر الصليخ[317]، وليس في بغداد دار حكومية[318] للمسنين[319] غير هذه وأخرى في الشماعية.[320] وقد أنشئت هذه المؤسسة باسم «دار رعاية الشيوخ من أصحاب الجهات» (3) في 9 آب عام 1970م، وصدر لها نظام برقم 42 لسنة 1970، ذُكِرَ فيه طريقة الإدارة وشروط المقيمين فيها وهم «كل شخص صاحب جهة سابقة في الأوقاف وليست له حقوق تقاعدية أو عائلة تعيله أو ترعى شؤونه»، وتخصص للمقيمين مساعدة مقطوعة إضافة إلى المأوى والملبس الحسن والطعام.[321][322]
- 13)عمارة وقف خليل باشا: وهي عمارة تجارية مثلثة في ساحة أحد مقابلة لجامع الآداب الإسلامية، [323] وهي وقف للجامع.
- 14) محطة جمع وضخ مياه الصرف الصحي.[324] تلتقي فيها مياه الصرف الآسنة والمياه الثقيلة ثم تُصرف إلى صدر القناة ثم تُصبّ في نهر دجلة.[325]
- 15) مشروع ماء شرق دجلة[326] (مشروع ماء 7 نيسان سابقاً)[327][328][329]، وهي منشأة مدنية لمعالجة المياه، افتتحت عام 1978م، طاقتها 650000 متر مكعب/يوم، [330] وفي معركة الحواسم 2003 كانت المنشأة من المواقع التي عكف عندها بعض دعاة السلام الأجانب ليكونوا دروعاً بشرية لحمايتها من قنابل الجيش الأمريكي العشوائية، وكان الدعاة مترددين لأن جنوداً عراقيين كانوا مرابطين قريباً منها.[331]
- 16)دار الشؤون الثقافية العامة[332][333][334][335] (دار آفاق عربية للصحافة والنشر)[336][337]، وكانت في نهاية العمران من شمال سبع أبكار ومن معالمها ونقاطها الدالة حين انتقلت بنايتها إلى سبع أبكار[338] عام 1975 باهتمام من شفيق الكمالي الذي أصبح مديراً لها وكان يسكن في محلة العلومية القريبة، [339] وكانت «آفاق عربية» متصلة بسبع أبكار ثم انفصلت بطريق محمد القاسم، وموقع الدار في وسط خطوط سريعة، لا يصل إليه النقل العام، ويُعتقد أن بُعْد الموقع سبب في قلة أنشطة الدار.[340]
- 17)مركز شرطة الصليخ وقد تأسّس منذ عقد الثلاثينات.[341][342] وكان المركز واحداً من المعتقلات في أيام الحرب الأهلية التي أشرف عليها نوري المالكي في بداية رئاسته للوزراء.[343]
- 18) معسكر لجيش القدس سابقاً.[344]
- 19)معمل الكاشي، ويُسمّى السِكلّة، ومكانه في آخر شارع سوق السمجة في محلة 340.
- 20) بيت شفيق الكمالي، [345] ذو بناء فاخر على الطراز الأندلسي، على شاطئ دجلة في سبع أبكار محلة العلومية، ولمّا كان شفيق الكمالي وزيراً للإعلام كان يستعين بالفنانين التشكيليين ليرسموا لوحات على جدران بيته، وينصبوا تماثيل في حديقته[346][347][348]، وعقب انقلاب 17 تموز، انعقد اجتماع لمجلس قيادة الثورة للنظر في قصور المسؤولين الفارهة وكان منها قصر شفيق الكمالي الذي توجهتْ إليه لجنة رقابية مشكلة بأمر البكر، وقد وجدوا أنّه فاخر وضخم، وحدثتْ بسبب ذلك مشاحنة بين البكر وعبد الخالق السامرائي.[349]، ثم في عام 1982، بينما كان صدام يتجول في بساتين شمال بغداد مرّ على بيت شفيق، فجأةً، وكانت زوجة شفيق في المطبخ، وذهب صدام إلى غرفة الضيوف ذات الزخرفة العباسية فأعحبتْهُ ثم نزل إلى سرداب البيت حيث اطّلعَ على معرض الصور التي رسمها شفيق.[350]
- 21)قناة الجيش، أنشئت سنة 1960م بين سبع أبكار جنوباً ومحلة السيفية شمالاً.[351]
- 22)بيت هدى صالح مهدي عماش في ساحة أحد الذي صُودِرَ[352][353]، وأصبح مدرسة أهلية.
- 22)وحدة للجيش الشعبي سابقاً، افتتحت في عام 1980م.[354]
- 22) مطبعة الأوقاف، أُنشئت في السبعينات، مجاورة لجامع البارح.[355]
- 23) شعبة الاتحاد العام لنساء العراق سابقاً في وسط سوق السمجة.[356]